# La strage di Stato
La strage di Stato è un saggio pubblicato nel 1970 dalla casa editrice Samonà e Savelli e frutto dell'inchiesta parallela a quella ufficiale condotta da un gruppo della sinistra extraparlamentare sulle presunte responsabilità degli organi istituzionali nella strage di Piazza Fontana, che ottenne un enorme successo editoriale.

## Contenuto del libro
Dedicato alla memoria dell'anarchico Giuseppe Pinelli ("caduto" dalla finestra della questura mentre veniva interrogato sul suo presunto coinvolgimento nell'attentato di Piazza Fontana) e del magistrato Ottorino Pesce (misteriosamente morto d'infarto mentre indagava sullo strano suicidio del colonnello del SIFAR Renzo Rocca), il libro, frutto del lavoro di decine di attivisti che si avvalsero di circa trecento informatori rimasti anonimi, contesta duramente la versione "ufficiale" dell'epoca che attribuiva la strage di Piazza Fontana (17 morti e 88 feriti) ad ambienti anarchici, in particolare a Pietro Valpreda, considerato da più parti (anche a sinistra) un "mostro", convinzione avallata da organi di stampa compiacenti. Secondo gli autori del saggio, i veri responsabili materiali provengono dalla destra neofascista di Borghese e Delle Chiaie, utilizzata come mera manovalanza armata di altri centri di potere (forze armate e servizi segreti italiani, amministrazione Nixon, dittatura dei colonnelli greci, NATO, Vaticano, grande industria nazionale ed internazionale), di cui analizzano la fitta trama di complicità e coperture: l'obiettivo di questo coacervo di forze è isolare politicamente le sinistre e creare il caos nel Paese per preparare il terreno ad uno stato di emergenza, ripetendo l'esperienza del colpo di Stato in Grecia del 1967. Per ottenere questo scopo, avviene l'infiltrazione sistematica all'interno dei movimenti anarchici e dell'estrema sinistra da parte di neofascisti come Mario Merlino e Antonio Sottosanti, di cui gli autori espongono le prove. In un apposito capitolo si parla della morte dell'anarchico Pinelli e gli autori sostengono con forza la tesi dell'omicidio volontario durante l'interrogatorio con la polizia.
Nel corso dell'esposizione dei fatti, emergono pesanti critiche all'operato del commissario Luigi Calabresi e del giudice Vittorio Occorsio, principali sostenitori della pista anarchica.
Alla fine del libro compaiono postfazioni di esponenti di primo piano della sinistra parlamentare: Lelio Basso (presidente del PSIUP), Ferruccio Parri (capogruppo della Sinistra Indipendente), Aldo Natoli (giornalista de Il manifesto) e Alessandro Natta (deputato del PCI). 

## Successo e querele
Il saggio, uscito a soli sette mesi dalla strage di piazza Fontana, fu il risultato finale del lavoro svolto da un gruppo di giovanissimi militanti romani e milanesi provenienti da varie aree della sinistra extraparlamentare che si identificavano nel “Comitato di controinformazione”, in cui svolsero un ruolo primario Marco Ligini, che coordinò l’aspetto giornalistico e informativo del lavoro, e Eduardo Di Giovanni, che fu invece il coordinatore sul versante giuridico e giudiziario. 
Pubblicato da Samonà e Savelli dopo che era stato rifiutato dalla Feltrinelli, divenne subito un best seller: in pochi mesi esaurì le prime 20.000 copie e le altre 20.000 ristampe ed entro l'anno successivo uscirono altre quattro edizioni. Nella quinta edizione, gli autori aggiunsero all'inizio di ogni capitolo una breve premessa che illustrava i nuovi sviluppi alla vicenda trattata. Al 1990, vendette oltre 500.000 copie. Fu tradotto anche in francese, inglese e svedese.
Lo straordinario successo del libro fu accompagnato da polemiche e da querele per diffamazione presentate da Enrico Frattini, Michele Caforio, Junio Valerio Borghese, Giorgio Almirante, Pino Rauti, Giovanni Ventura, Antonio Sottosanti e Pino D'Auria. Nel 1979 l'editore Giulio Savelli fu prosciolto perché il reato di diffamazione fu dichiarato prescritto.
Il titolo del libro rese popolare la locuzione "strage di Stato" per indicare la partecipazione nascosta (o il benestare) di settori deviati dello Stato in azioni terroristiche ai danni del proprio popolo, con particolare riferimento agli attentati ascrivibili alla cosiddetta "strategia della tensione" in atto in quegli anni.

## Analisi
Secondo Aldo Giannuli e Giancarlo De Palo, curatori di un'edizione critica del saggio, esso rappresenta il «manifesto politico della controinformazione italiana» e «singolare incrocio tra metodologia indiziaria americana e impostazione politicizzata francese», cui attribuiscono il merito di aver realizzato dei veri e propri scoop utili per l'accertamento della verità sulla strage di Piazza Fontana, come aver rivelato il protagonismo di Junio Valerio Borghese e Stefano Delle Chiaie all'interno della destra eversiva, avere smascherato Mario Merlino come infiltrato neofascista tra gli anarchici e aver individuato nel duo Michele Sindona-I.O.R. il principale polo di finanziamento per l'eversione nera. Tuttavia, nonostante i numerosi meriti, il suo limite principale sarebbe quello di considerare la strage frutto di un disegno riconducibile esclusivamente agli apparati statali, ignorando del tutto il ruolo della cellula veneta di Ordine Nuovo, che però sarebbe emerso soltanto qualche anno più tardi.

## Edizioni
- La strage di Stato. Controinchiesta, Roma, Samonà e Savelli, giugno 1970 (I ediz.)
- La strage di Stato. Controinchiesta, Roma, Samonà e Savelli, luglio 1970 (II ediz.)
- La strage di Stato. Controinchiesta, Roma, Samonà e Savelli, luglio 1970 (III ediz.)
- La strage di Stato. Controinchiesta, Roma, Samonà e Savelli, settembre 1970 (IV ediz.)
- La strage di Stato. Dal golpe di Borghese all’incriminazione di Calabresi. Nuova edizione aggiornata, Roma, Samonà e Savelli, ottobre 1971 (V ediz.)
- La strage di Stato. Vent'anni dopo, a cura di Aldo Giannuli e Giancarlo De Palo, Roma, Edizioni Associate, 1989. ISBN 88-267-0048-6.
- Eduardo M. Di Giovanni e Marco Ligini, La strage di Stato. Un libro che ha fatto epoca, Roma, Libera Informazione Editrice, 1993.
- Eduardo M. Di Giovanni e Marco Ligini, La strage di Stato. Controinchiesta, Roma, Odradek, 1999.
- Eduardo M. Di Giovanni, Marco Ligini ed Edgardo Pellegrini, La strage di Stato. Controinchiesta, Roma, Odradek, 2006, ISBN 978-88-86973-80-9.